# Hassan El-Daw
Hassan El-Daw – sudański piłkarz grający na pozycji pomocnika. W swojej karierze grał w reprezentacji Sudanu.

## Kariera reprezentacyjna
W 1976 roku El-Daw został powołany do reprezentacji Sudanu na Puchar Narodów Afryki 1976. Wystąpił na nim w jednym meczu grupowym, z Zairem (1:1).